# Платани (окръг Фамагуста)
Плата̀ни (на гръцки: Πλατάνι; на турски: Çınarlı) е село в Кипър, окръг Фамагуста. Според статистическата служба на Северен Кипър през 2011 г. селото има 183 жители.
Де факто е под контрола на непризнатата Севернокипърска турска република.